# Olenecamptus fukutomii
Olenecamptus fukutomii là một loài bọ cánh cứng trong họ Cerambycidae.